# Lista stadionów piłkarskich w Szwajcarii
Lista stadionów piłkarskich w Szwajcarii składa się z obiektów drużyn znajdujących się w Swiss Super League (I poziomie ligowym Szwajcarii) oraz Swiss Challenge League (II poziomie ligowym Szwajcarii). Na najwyższym poziomie rozgrywkowym znajduje się 10 drużyn, a na drugim poziomie 10 drużyn, których stadiony zostały przedstawione w poniższej tabeli według kryterium pojemności, od największej do najmniejszej. Tabela uwzględnia również miejsce położenia stadionu (miasto oraz region), klub do którego obiekt należy oraz rok jego otwarcia lub renowacji.
Do listy dodano również stadiony o pojemności powyżej 5 tys. widzów, które są areną domową drużyn z niższych lig lub obecnie w ogóle nie rozgrywano mecze piłkarskie.
Na 6 stadionach z listy: La Pontaise w Lozannie, Les Charmilles w Genewie, Hardturm w Zurychu, Wankdorfstadion w Bernie, St. Jakob-Park w Bazylei oraz Comunale di Cornaredo w Lugano zostały rozegrane Mistrzostwa Świata w Piłce Nożnej 1954, które organizowała Szwajcaria. Na Wankdorfstadion w Bernie został rozegrany finał tych mistrzostw.
Na czterech stadionach z listy: St. Jakob-Park w Bazylei, Stade de Suisse Wankdorf w Bernie, Stade de Genève w Genewie oraz Letzigrund Stadion w Zurychu zostały rozegrane Mistrzostwa Europy w Piłce Nożnej 2008, które wspólnie ze Szwajcarią organizowała Austria. Na Ernst Happel Stadion w Wiedniu został rozegrany finał tych mistrzostw.
Legenda:

    – stadiony IV kategorii UEFA

    – stadiony w budowie lub przebudowie

    – stadiony zamknięte lub zburzone
| Lp. | Nazwa stadionu                    | Miejscowość       | Region         | Drużyny                                                         | Otwarty / renowacja | Pojemność | Zdjęcie |
| --- | --------------------------------- | ----------------- | -------------- | --------------------------------------------------------------- | ------------------- | --------- | ------- |
| 1   | St. Jakob-Park                    | Bazylea           | Bazylea-Miasto | Reprezentacja Szwajcarii, FC Basel                              | 1954/ 2001          | 38 512    |         |
| 2   | Stade de Suisse Wankdorf          | Berno             | Berno          | Reprezentacja Szwajcarii, BSC Young Boys                        | 2005                | 31 783    |         |
| 3   | Stade de Genève                   | Genewa            | Genewa         | Reprezentacja Szwajcarii, Servette FC                           | 1930/ 2003          | 30 084    |         |
| 4   | Letzigrund Stadion                | Zurych            | Zurych         | Reprezentacja Szwajcarii, FC Zürich, Grasshopper Club (od 2007) | 1925                | 25 000    |         |
| 5   | AFG Arena                         | St. Gallen        | Sankt Gallen   | Reprezentacja Szwajcarii, FC Sankt Gallen                       | 2008                | 19 694    |         |
| 6   | Hardturm                          | Zurych            | Zurych         | Grasshopper Club (1929–2007)                                    | 1929                | 17 666    |         |
| 7   | Swissporarena                     | Lucerna           | Lucerna        | FC Luzern                                                       | 1934/ 2011          | 16 800    |         |
| 8   | Stade Tourbillon                  | Sion              | Valais         | FC Sion                                                         | 1968                | 16 263    |         |
| 9   | Stade Olympique de la Pontaise    | Lozanna           | Vaud           | Lausanne Sports                                                 | 1904                | 15 786    |         |
| 10  | Stadion Brühl                     | Grenchen          | Solura         | FC Grenchen                                                     | 1927                | 15 100    |         |
| 11  | Stadion Schützenwiese             | Winterthur        | Zurych         | FC Winterthur                                                   | 1900                | 14 987    |         |
| 12  | Stadio Cornaredo                  | Lugano            | Ticino         | FC Lugano                                                       | 1951                | 14 873    |         |
| 13  | Stade de la Charrière             | La Chaux-de-Fonds | Neuchâtel      | FC La Chaux-de-Fonds                                            | 1911                | 12 700    |         |
| 14  | Stade de la Maladière             | Neuchâtel         | Neuchâtel      | Neuchâtel Xamax                                                 | 1924/ 2007          | 12 500    |         |
| 15  | Stadion Neufeld                   | Berno             | Berno          | FC Bern, YB Frauen                                              | 1924                | 12 000    |         |
| 16  | Espenmoos                         | St. Gallen        | Sankt Gallen   | FC Sankt Gallen (1910–2008)                                     | 1910                | 11 300    |         |
| 17  | Stadio Comunale di Chiasso        | Chiasso           | Ticino         | FC Chiasso                                                      | 1969                | 11 168    |         |
| 18  | Stadio del Lido                   | Locarno           | Ticino         | FC Locarno                                                      | 1933                | 11 000    |         |
| 19  | Altenburg Stadion                 | Wettingen         | Argowia        | FC Wettingen                                                    |                     | 10 000    |         |
| 20  | Arena Thun                        | Thun              | Berno          | FC Thun                                                         | 2011                | 10 000    |         |
| 21  | Lachen Stadion                    | Thun              | Berno          | FC Thun (1954–2011)                                             | 1954                | 9 375     |         |
| 22  | Stadion Brügglifeld               | Aarau             | Argowia        | FC Aarau                                                        | 1924                | 9 249     |         |
| 23  | Stade Universitaire Saint-Léonard | Fryburg           | Fryburg        | FC Fribourg                                                     |                     | 9 000     |         |
| 24  | Stadion Gersag                    | Emmen             | Lucerna        | FC Emmenbrücke                                                  | 1960                | 8 700     |         |
| 25  | Stadion Schützenmatte             | Bazylea           | Bazylea-Miasto | BSC Old Boys                                                    |                     | 8 000     |         |
| 26  | Stadion Gurzelen                  | Biel/Bienne       | Berno          | FC Biel-Bienne                                                  | 1913                | 7 820     |         |
| 27  | Stadion Breite                    | Szafuza           | Szafuza        | FC Schaffhausen                                                 | 1950                | 7 300     |         |
| 28  | Centre sportif de Colovray        | Nyon              | Vaud           | FC Stade Nyonnais                                               | 1991                | 7 200     |         |
| 29  | Stade de la Fontenette            | Carouge           | Genewa         | Étoile Carouge FC                                               | 1964                | 7 200     |         |
| 30  | Stadion Rankhof                   | Bazylea           | Bazylea-Miasto | FC Concordia Bazylea, FC Nordstern Basel, FC Basel U-21         | 19??/ 1995          | 7 000     |         |
| 31  | Esp Stadium                       | Fislisbach        | Argowia        | FC Baden                                                        | 2001                | 7 000     |         |
| 32  | Stadion Bergholz                  | Wil               | Sankt Gallen   | FC Wil                                                          | 1963                | 6 958     |         |
| 33  | Stadion FC Solothurn              | Solura            | Solura         | FC Solothurn                                                    | 1989                | 6 750     |         |
| 34  | Stade Municipal                   | Yverdon-les-Bains | Vaud           | Yverdon-Sport FC                                                |                     | 6 600     |         |
| 35  | Stadio Comunale di Bellinzona     | Bellinzona        | Ticino         | AC Bellinzona                                                   | 1947                | 6 000     |         |
| 36  | Stadion Kleinfeld                 | Kriens            | Lucerna        | SC Kriens                                                       | 1970                | 5 360     |         |
| 37  | La Blancherie                     | Delémont          | Jura           | SR Delémont                                                     | 1986                | 5 263     |         |
| 38  | Stade de Bouleyres                | Bulle             | Fryburg        | FC Bulle                                                        | 1949                | 5 000     |         |
| 39  | Stadion Seefeld                   | Buochs            | Nidwalden      | SC Buochs                                                       | 1934                | 5 000     |         |
| 40  | Thermoplan-Arena                  | Weggis            | Lucerna        | SC Weggis                                                       |                     | 5 000     |         |
| 41  | Herti Allmend Stadion             | Zug               | Zug            | Zug 94, SC Cham                                                 | 1979                | 4 900     |         |
| 42  | Paul-Grüninger-Stadion            | St. Gallen        | Sankt Gallen   | SC Brühl St. Gallen                                             | 19??/ 2006          | 4 200     |         |
| 43  | Stade des Trois-Chêne             | Chêne-Bourg       | Genewa         | CS Chênois                                                      |                     | 4 000     |         |
| 44  | Stadion Niedermatten              | Wohlen            | Argowia        | FC Wohlen                                                       | 2004                | 3 734     |         |
| 45  | Sportanlage Buechenwald           | Gossau            | Sankt Gallen   | FC Gossau                                                       | 1952/ 2006          | 3 500     |         |